# Застрожный, Кирилл Владимирович
Кирилл Владимирович Застрожный (14 октября 1951, Пенза) — российский руководящий работник культуры. Директор Пензенской картинной галереи им. К. А. Савицкого. Заслуженный работник культуры Российской Федерации (2012).

## Биография
Родился 14 октября 1951 года в городе Пензе.
В 1973 году окончил Пензенский государственный педагогический институт им. В. Г. Белинского (ныне - ПИ имени В.Г. Белинского ПГУ) по специальности «История и обществоведение».
Работал заместителем секретаря комитета комсомола завода «Счетмаш».
С 1975 по 1979 гг. – на комсомольской работе в Октябрьском райкоме ВЛКСМ г. Пензы.
С 1979 по 1986 гг. - инструктор отдела пропаганды и агитации Первомайского райкома КПСС г. Пензы.
С 1986 по 2001 гг. - директор Областного научно-методического центра народного творчества и культурно-просветительской работы, директор Областного центра творчества и досуга.
С 2001 по 2013 гг. - заместитель министра культуры Пензенской области.
С 2013 по 2015 гг. - заместитель начальника Управления культуры и архива Пензенской области.
С 2015 года по настоящее время - директор Пензенской областной картинной галереи им. К. А. Савицкого.
В 2019 году коллектив Пензенской областной картинной галереи им. К.А.Савицкого, под руководством К. В. Застрожного, за большой вклад в культуру и искусство Пензенской области впервые занесен в Галерею почета и славы Пензенской области.

## Общественная и творческая деятельность
Инициатор и организатор многих форм культурно-досуговой и информационно-методической деятельности, таких как фестивали «Таланты земли Пензенской», эстафеты национальных культур «Венок дружбы». Председатель регионального отделения Всероссийского общества охраны памятников истории и культуры (с 2002 г.). Один из инициаторов закона «Об объектах культурного наследия Пензенской области».
Режиссер-постановщик всероссийских Лермонтовских праздников, фестивалей «Песни России», дней культуры Китая, Казахстана, Киргизии, юбилейных дат, связанных с образованием Пензенской области. Редактор альбомов «Культура Пензенского края» и «Музеи Пензенской области».
Является членом коллегии и Общественного совета Министерства культуры и туризма Пензенской области, членом Общественных советов Управления ЗАГС Пензенской области и УВД Министерства внутренних дел по г. Пензе, членом Комиссии по выделению грантов при Правительстве Пензенской области.

## Награды
- Заслуженный работник культуры Российской Федерации (2012);
- Нагрудный знак «За достижения в культуре» (Министерство культуры Российской Федерации);
- Почётный знак губернатора Пензенской области «Во славу земли Пензенской»;
- Почётный знак Законодательного Собрания Пензенской области;
- Памятный знак «За заслуги в развитии города Пензы» (26 августа 2011)[3];
- Почетная грамота Пензенской области (9 октября 2021)[4].